# 小行星7849
小行星7849（英語：7849 Janjosefric）是一颗围绕太阳公转的小行星。1996年4月18日，P. Pravec、L. Šarounová在奥德热幽夫发现了此天体。
这颗小行星的绝对星等为345.76752521等。